# Rudolf Papežík
Rudolf Papežík (* 24. srpna 1944, Vyškov) je český herec. Hrál na příklad v Případy detektiva Packala Mgr. Smolaře nebo v televizním pořadu jménem Malý televizní kabaret.

## Filmografie
- 2008 Cyranův ostrov
- 1999 Kanárek
- 1994 Jak si zasloužit princeznu
- 1993 Arabela se vrací aneb Rumburak králem Říše pohádek
- 1990 Třináctery hodiny
- 1982 Horí
- 1979 Letadlem do Karlových Varů
- 1977 Floriánkovo štěstí
- 1974 Hvězda padá vzhůru
- 1968 Údolie večných karaván